# Łąck (gromada)
Łąck – dawna gromada, czyli najmniejsza jednostka podziału terytorialnego Polskiej Rzeczypospolitej Ludowej w latach 1954–1972.
Gromady, z gromadzkimi radami narodowymi (GRN) jako organami władzy najniższego stopnia na wsi, funkcjonowały od reformy reorganizującej administrację wiejską przeprowadzonej jesienią 1954 do momentu ich zniesienia z dniem 1 stycznia 1973, tym samym wypierając organizację gminną w latach 1954–1972.
Gromadę Łąck z siedzibą GRN w Łącku utworzono – jako jedną z 8759 gromad na obszarze Polski – w powiecie gostynińskim w woj. warszawskim, na mocy uchwały nr VI/10/3/54 WRN w Warszawie z dnia 5 października 1954. W skład jednostki weszły obszary dotychczasowych gromad Koszelówka, Ludwików, Łąck, Matyldów, Nowe Rumunki, Stare Budy, Wola Łącka, Wincentów, Zdwórz, Zofiówka i Zaździerz ze zniesionej gminy Łąck oraz osada Oszczywilk z dotychczasowej gromady Topólno ze zniesionej gminy Pacyna w tymże powiecie. Dla gromady ustalono 21 członków gromadzkiej rady narodowej.
1 stycznia 1958 do gromady Łąck przyłączono obszar zniesionej gromady Korzeń Królewski w tymże powiecie.
1 stycznia 1969 do gromady Łąck włączono obszar zniesionej gromady Ciechomice oraz wsie Sendeń Duży i Sendeń Mały ze zniesionej gromady Soczewka – w tymże powiecie.
Gromada przetrwała do końca 1972 roku, czyli do kolejnej reformy gminnej. 1 stycznia 1973 w powiecie gostynińskim reaktywowano gminę Łąck (od 1999 gmina Łąck znajduje się w powiecie płockim).